# 九连山
九连山位于江西、广东边界（广东北部、江西省西南面）的东北西南走向的东江西北岸山脉，是南岭东部的主要部分，主峰位于江西省龙南县。在江西有九连山国家级自然保护区。向西南延伸到北江边的清远飞来峡等地。这是由花岗岩侵入砂页岩构成的一列山脉，是赣江与东江，东江与滃江的分水岭。九连山跨越的县市有连平、和平、翁源、新丰、清远、英德等。

## 地形地貌
九连山海拔在280至1434米之间，其主峰黄牛石海拔为1780 米。南高北低，山间贯穿有河流、山涧、瀑布。九连山的地形地貌比较复杂，山势险峻，沟谷纵横，中间夹杂着许多丘陵和宽谷。九连山主要由花岗岩、砂岩组成，岩石风化较深，土层较厚，多数是红壤和黄壤。

## 自然资源
九连山属南亚热带气候向中亚热带气候的过度地带，受海洋季风的影响，春夏的雨水丰富，秋冬雨水较少。过去九连山上主要为亚热带常绿的阔叶林，但遭到人为的破坏以后，目前山上主要是；由针阔叶混交林为主。主要的植物有：马尾松、杉树、红橼、杜鹃、油茶、油桐等。主要的动物有：穿山甲、黄猄、山猪、斑鸠等。九连山也是过去华南虎活动的主要地区。